# 长柄唐松草
长柄唐松草（学名：Thalictrum przewalskii）为毛茛科唐松草属下的一个种。

## 扩展阅读
- 維基物種上的相關：长柄唐松草